# ليو كوستا (لاعب كرة قدم)
ليو كوستا (بالبرتغالية: Leonardo Aleixa da Costa‏) هو لاعب كرة قدم برازيلي في مركز الهجوم، ولد في 15 أبريل 1984 في ريو دي جانيرو في البرازيل. لعب مع نادي فولين لوتسك ووودلاندز ويلينغتون.

## وصلات خارجية
- ليو كوستا (لاعب كرة قدم) على موقع اتحاد أوكرانيا (الإنجليزية)
- ليو كوستا (لاعب كرة قدم) على موقع قاعدة بيانات كرة القدم.إي يو (الإنجليزية)
- ليو كوستا (لاعب كرة قدم) على موقع قاعدة بيانات كرة القدم.إي يو (الإنجليزية)
- ليو كوستا (لاعب كرة قدم) على موقع Soccerway.com (الإنجليزية)